# Chalchihuitán
Chalchihuitán est une municipalité du Chiapas, au Mexique. Elle couvre une superficie de 74,5 ou 185,9 km2 et compte 16 803 habitants en 2015.